# Calvaire Saint-Jacques de Malansac
Le calvaire Saint-Jacques est situé place du bourg à Malansac dans le Morbihan.

## Historique
Le calvaire fait l’objet d’une inscription au titre des monuments historiques depuis le 25 septembre 1928.
Le piédestal de la croix fut bâti en 1807.

## Architecture
Le fût de la croix représente saint Jacques car Malansac était une étape sur le chemin de Compostelle.
La croix à panneau et la partie basse du fût proviennent sans doute de l'ancien cimetière entourant l'église.

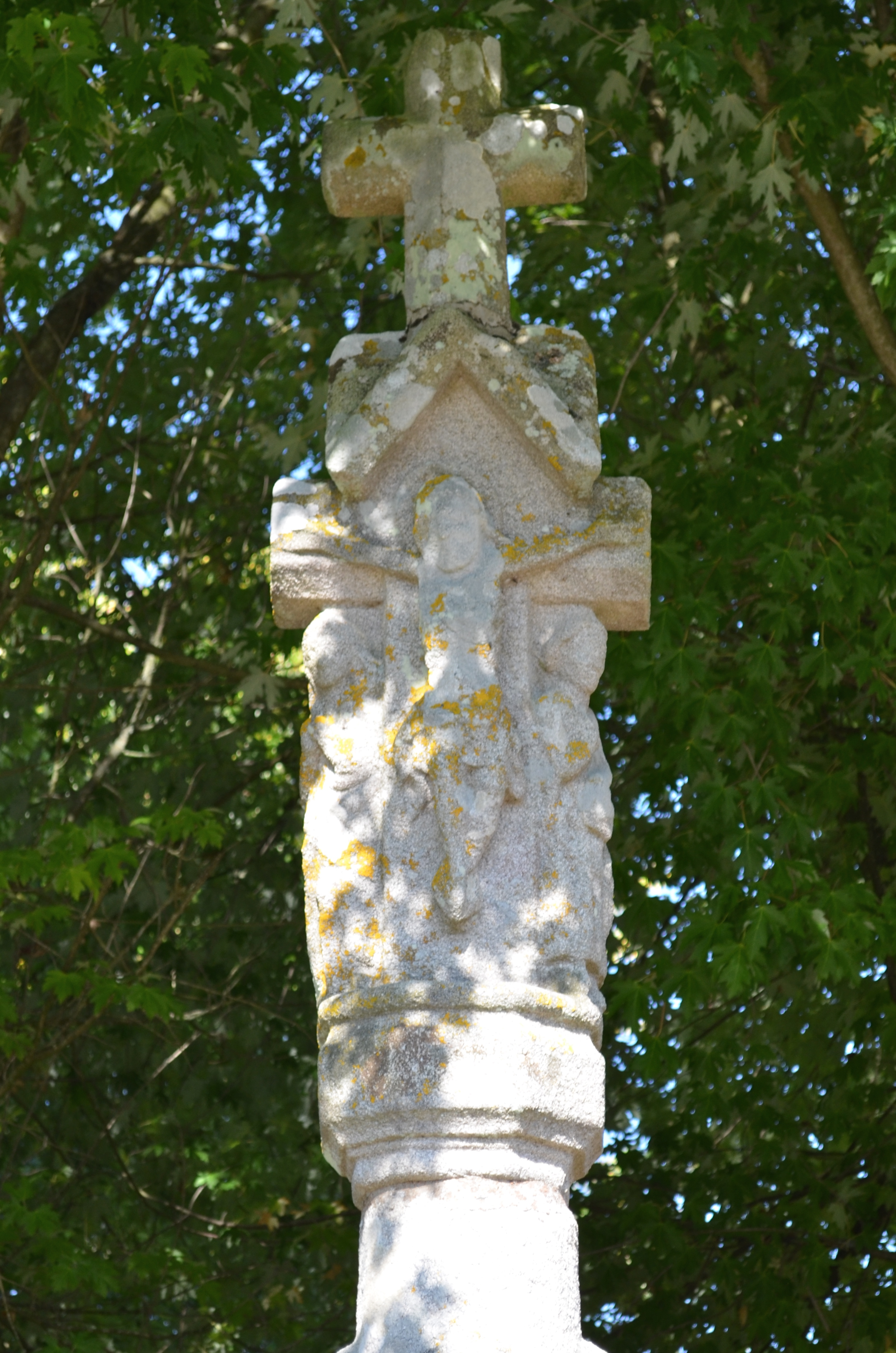